# Komlenac
Komlenac je naseljeno mjesto u sastavu općine Bosanska Dubica, Republika Srpska, BiH.

## Stanovništvo
| Komlenac           |              |
| godina popisa      | 1991.        |
| Srbi               | 257 (94,48%) |
| Hrvati             | 0            |
| Muslimani          | 0            |
| Jugoslaveni        | 13 (4,78%)   |
| ostali i nepoznato | 2 (0,74%)    |
| ukupno             | 272          |